# (90138) Diehl
(90138) Diehl est un astéroïde de la ceinture principale.

## Description
(90138) Diehl est un astéroïde de la ceinture principale. Il fut découvert le 25 décembre 2002 à Desert Moon par Berton L. Stevens. Il présente une orbite caractérisée par un demi-grand axe de 2,29 UA, une excentricité de 0,06 et une inclinaison de 0,5° par rapport à l'écliptique.

## Compléments